# Федоровський Федір Федорович
Фе́дір Фе́дорович Федоро́вський (14 грудня (26 грудня за новим стилем) 1883, Чернігів — 7 вересня 1955, Москва) — радянський театральний художник. Головний художник Большого театру. Народний художник СРСР (1951). Дійсний член АМ СРСР (1947). Віце-президент АМ СРСР (1947–1953). Доктор мистецтвознавства (1952).

## Життєпис
Народився в родині дворянина, службовця залізниці Федора Федоровича Федоровського. Завдяки сприянню свого дядька Миколи Федоровича Федоровського вчився в московському Строгановському центральному художньо-промисловому училищі (1902—07), викладачі — Сєров, Врубель, Коровін та ін.
Учасник (1913—14) антрепризи С. П. Дягильова в Парижі і Лондоні.
Завідувач художньо-постановочною частиною, потім головний художник Великого театру СРСР в Москві (1927—29 і 1947—53).

## Творчий доробок
Творчість цілком пов'язано з музикальним. театром, він тяжів до героїко-епічних тем і напруженої динаміки колірного вирішення живописно-об'ємної декорації.
Роботи:
- оформлення опер «Князь Ігор» Бородіна (1934; Державна премія СРСР, 1941), «Борис Годунов» (1948; Державна премія СРСР, 1949) і «Хованщина» Мусоргського (1950; Державна премія СРСР, 1951), «Садко» Рімського-корсакова (1949; Державна премія СРСР, 1950) — у Великому театрі; «Іван Сусанін» Глінки (1939), «Омелян Пугачов» М. Коваля (1942; Державна премія СРСР, 1943); обидві — в Театрі опери і балету ним. С. М. Кирова, Ленінград.

Роботи в інших жанрах:
- Проект завіси Державного Великого Театру Союзу РСР, (1920)
- Ескіз значка ГАБТ до 150-річчя Великого театру, (1925)
- Оформлення сцени ГАБТ до 10-річчя Жовтня (1927)
- Ескізи монументально-масової вистави «Героїчне дійство» (1927)
- Проект поштової марки «10 років МОПР», (1932)
- Завіса Державного Великого Театру (1935)
- Проект Рубінових зірок на Вежах Кремля (1936)
- Оформлення VIII Всесоюзного З'їзди Рад (1936)
- Оформлення сцени, і глядачів «Пушкінські ювілейні дні» (1937)
- Панорама «Дружба народів», Виставка в Нью-Йорку (1939)
- Ескіз оформлення сцени «Ленінські дні» (1940)
- Ескізи костюмів Російського хору А. В. Свєшнікова (1943).
- Ескізи Параду фізкультурників на Червоній площі
- Оформлення сцени до «Ювілейних урочистостей» 1947
- Оформлення сцени до 175-річного ювілею Великого театру (1951)
- Проект завіси Великого театру, прозваного «золотим» (1955, реконструкція — 2011 року)

Друковані роботи Ф. Ф. Федоровського:
- «Садко» в роботі, «Радянський артист», М., 1935, N8.
- Декорація в опері. «Театр», М., 1938, N 4, стор. 84.
- Над чим працюють художники, М., 1938, N 3, стор. 7-9.
- Заради прийдешнього щастя народу. «Радянський артист», М., 1946 рік, 8 травня, N16.
- Важливий жанр образотворчого мистецтва. «Радянське мистецтво», М., 1951, 19 вересня, N75.
- «З творчого досвіду», вип.3, Моя робота над оперою «Борис Годунов», М., «Радянський художник», 1957.

## Премії та нагороди
- Нагороджено двома орденами Леніна, іншими орденами, медалями.
- Лауреат п'яти Сталінських премій (1941, 1943, 1949, 1950, 1951).

## Документальне кіно
- https://www.youtube.com/watch?v=_4O3RFvnpe0 - 1 частина,
- https://www.youtube.com/watch?v=ZWf3YIB2Gdk - 2 частина.